# Trichomma cnaphalocrocis
Trichomma cnaphalocrocis är en stekelart som beskrevs av Tohru Uchida 1928. Trichomma cnaphalocrocis ingår i släktet Trichomma och familjen brokparasitsteklar. Inga underarter finns listade i Catalogue of Life.